# Winnetou (regényhős)
Winnetou Karl May számos regényében szereplő amerikai indián hős. Nevének jelentése: Égő Víz. Karl May történeteiben az egyes szám első személyben mesélő Old Shatterhand („a kéz, amely pozdorjává zúz”, apacs nyelven: Szelki Lata) találkozik Winnetouval, és a kezdetben drámai események után igaz barátságot kötnek. Számos összetűzésben vesznek részt, tanúbizonyságot téve nagyszerű harcmodorukról és embertársaik iránti könyörületességükről. Winnetou karaktere a „nemes vadember” idea megtestesítője, írásakor népszerű, közkeletű romantikus nézet volt.

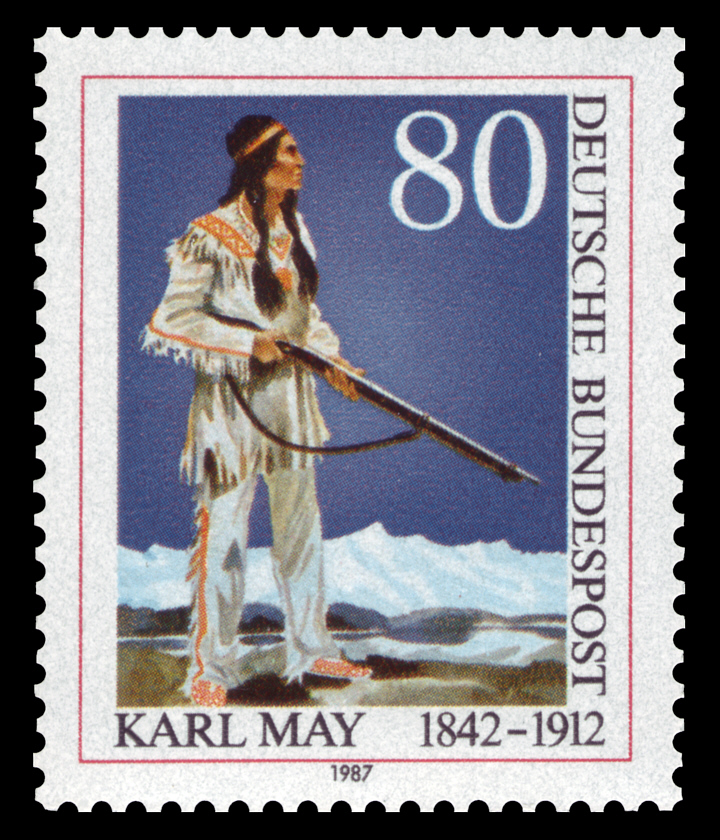
Winnetou – Karl May halálának 75. évfordulójának emlékére kiadott bélyegen (1987)

## Története
|  | Alább a cselekmény részletei következnek! |

Winnetou, akinek egy fehér ember, Kleki Petra (Fehér Atya) volt a nevelője, az apacsok meszkaleró törzsének (és ezzel minden apacs törzsnek) főnökévé válik, miután édesapját, Incsu-Csunnát (Jóságos Nap, mint égitest) és húgát, Nso-Csi-t (Szép Nap, mint időszak) megöli egy Santer nevű fehér bőrű bandita. Winnetou Ilcsi (Szél) nevű fekete lován lovagol, és az apjától örökölt Ezüstpuska (németül: Silberbüchse, ezüstszögekkel kivert fegyver) nevű fegyverét használja. 
Old Shatterhand, miután az apacs törzsfőnök vértestvére lesz, Hatátitla (Villám) nevű lován lovagol (Swallow, azaz Fecske nevű lova csak az Old Firehand című részben szerepel, és mindkettőjüknek volt még más lova is), és a nagy kaliberű golyók befogadására alkalmas Medveölőt, valamint a híres Henry-féle karabélyt használja. Az eredeti sorozatban May nem említi Villám nevét, más művekből viszont ismeretes. 
Old Shatterhand és Winnetou mellett sok híres westmanről esik szó a történetben, többek között Old Shatterhand tanítómesteréről, Sam Hawkinsról, és annak két hűséges barátjáról, Dick Stone-ról és Will Parkerről, továbbá Old Firehandról, Old Deathról, Sam Sans-earről és Phil Walkerről. A sorozat utolsó kötetében Winnetout lelövik az ogellallák (sziú törzs), Santer pedig elnyeri méltó büntetését.
Karl May Winnetou-regényei szimbolizálják a bizonyos mértékben romantikus vágyat a szabad élet után, az életet szoros együttműködésben a természettel, a bizakodást az emberek alapvető jóságában, nem elfeledve, hogy folyamatos fenyegetést jelent a rosszakaratú ellenség. A regénysorozat fesztiválok fő látványossága lett (Karl May-fesztivál, Karl May-játékok), Karl Maynak, vagy még inkább apacs hőse, Winnetou tiszteletére.

## Winnetou kiadások

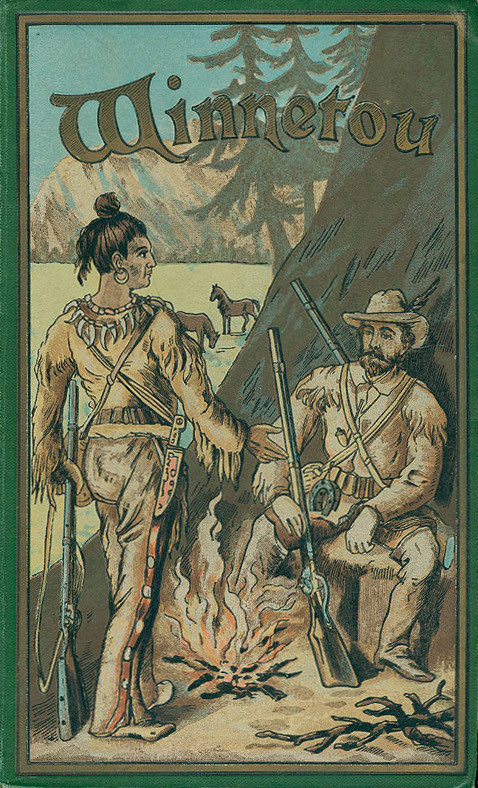
Winnetou-könyv borítója (1893)

Eredeti német Winnetou-könyvek
1. Winnetou I-III (1893)
Karl May – Gesammelte Werke, Bd.7, "Winnetou I" – ISBN 3780200074
Karl May – Gesammelte Werke, Bd.8, "Winnetou II" – ISBN 3780200082
Karl May – Gesammelte Werke, Bd.9, "Winnetou III" – ISBN 3780200090
2. Winnetous Erben (Winnetou IV) (1910)
Karl May – Gesammelte Werke, Bd.33, "Winnetous Erben" – ISBN 3780200333

Winnetou megjelenik még más regényekben is: Old Surehand I/II, Karácsony, Unter Geiern, Az olajkirály, Old Firehand, Az Ezüst-tó kincse, A sivatag szelleme, A Medveölő fia
Magyar fordítások
A Winnetout mára az egyik legismertebb ifjúsági regényként ismerjük, számtalan kiadást megélt magyar nyelven is. Mégis 2013-ig kellett várni, hogy új és modern fordítás jelenjen meg, ami a teljes művet, átdolgozás nálkül tartalmazza. A György Gábor által készített magyar változat ennyiben föltétlen egyedülálló. 
A Winnetou először 1904-ben jelent meg magyarul Szekrényi Lajos fordításában, ennek nyelvezete azonban már szinte megjelenésekor riasztóan elavult volt, s a fordító át is dolgozta a szöveget. A második teljesnek mondható kiadást Kosáryné Réz Lola jegyzi (1927), de természetesen mára ez a majdnem százéves szöveg is sok szempontból régiesnek tűnik. E két kiadáson kívül 2013-ig csak és kizárólag nem teljes, rövidített, átdolgozott és átírt magyar változatok jelentek meg. 
Közülük azonban kiemelkedik a legismertebb átdolgozás, melyet a Móra Könyvkiadó jelentetett meg számos alkalommal 1966-ot követően. Ez a – néha egy kötetben is kiadott – rövidítés, amely Szinnai Tivadar munkája volt, nem csak annyiban tér el az eredeti May-féle regénytől, hogy kicenzúrázták belőle a kereszténységre utaló részleteket, Winnetou halotti imáját és még néhány, politikailag aggályosnak ítélt bekezdést. Szinnai jelentősen lerövidítette az eredeti regényt, ugyanakkor helyenként hosszabb részleteket írt is bele. S persze ő is kihagyva a szerzői elő- és utószót. Mindazonáltal tény, hogy ifjúsági regényként ez a verzió sokkal jobban befogadható és élvezhetőbb, egységesebb lett így. Nem véletlen máig tartó, immár 60 éves népszerűsége (20 körüli kiadása van máig!), ami az eredetinek pl. Németországban, már rég nincs meg. (A német kultúrában és közbeszédben nagy vita kísérte az "indián-kalandtörtének" kérdést a bennszülötteket (indiánokat) kísérő sztereotípiákkal való leszámolás kapcsán – BML, woke és cancel mozgalmak hatása is – , ami szintén odahatott, hogy a kiadók nem preferálják a vitatott könyvek kiadását.) Mindezek ellenére persze elmondható, hogy a Duna International négy kötetének megjelenése Irodalomtörténeti jelentőségű esemény volt 2013-ban.

## Karl May-filmekWinnetou szereplésével
Az összes alábbi filmben Pierre Brice francia színész játszotta Winnetout. A zenéket Martin Boettcher német zeneszerző írta, kivéve a „Winnetou und sein Freund Old Firehand”-ét, amelyet Peter Thomas, szintén német zeneszerző alkotott meg.
- Az Ezüst-tó kincse (1962) – Treasure of Silver Lake (1965) (USA) (Németország) (Jugoszlávia)
- Winnetou 1. rész (1963) – Apache Gold (1965) (USA)
- Old Shatterhand (1964) – Apaches Last Battle (1964) (UK)
- Winnetou 2. rész – Az utolsó renegátok (1964) – Last of the Renegades (1966) (UK) (USA)
- Keselyűk karmaiban (1964) – Frontier Hellcat (1966) (USA)
- Az olajherceg (1965) – Rampage at Apache Wells (1965)
- Winnetou 3. rész – Winnetou halála (1965) – Winnetou: The Desperado Trail (1965) (USA)
- Winnetou bosszúja avagy Old Surehand (1965) – Flaming Frontier (1969) (USA)
- Winnetou és a félvér Apanatschi (1966) – Half-Breed (1973) (USA)
- Winnetou és barátja, Old Firehand (1966) – Thunder at the Border (1966) (UK)
- Winnetou és Old Shatterhand a Halál Völgyében (1968) – Winnetou and Shatterhand in the Valley of Death (1968) (USA)

A keletnémet készítésű filmekben Gojko Mitić (Гojкo Митић) szerb származású színész számos indián hős szerepét alakította, de Winnetou szerepét nem.

## Tévé-minisorozatok
Ezekben a sorozatokban is Pierre Brice alakította Winnetout.
- Barátom, Winnetou, 1980 (7 epizód, egyenként 52 perccel)
- Winnetou visszatérése, 1989 (2 rész, összesen 171 perc)

## Karl May Fesztiválok
A Karl-May-Festspiele Karl May műveinek dramatizálásait bemutató előadások, melyek általában a szabadban játszódnak.
Winnetou-színészek (válogatás):
- Pierre Brice (Elspe és Bad Segeberg)
- Sigurd Fitzek (az 1950-es évek elején, Stuttgart)
- Gojko Mitić (1991, Thale, és 1992–2006, Bad Segeberg)
- Erol Sander (2007–2012, Bad Segeberg)
- Jan Sosniok (2013–2018, Bad Segeberg)
- Jean-Marc Birkholz (2001–2006, Rathen és 2012-től, Elspe)
- Olaf Hais (1991–2000, Rathen)
- Gustavo Rojo (1966 és 1968, Berlin, Deutschlandhalle)
- Heinz Ingo Hilgers (Bad Segeberg, annak idején a tévé sugárzott)
- Klaus-Hagen Latwesen (Bad Segeberg)
- Benjamin Armbruster (1988–2012, Elspe)
- Eric Nisius (2011-től, Mörschied)
- Alexander Klaws (2019-től Bad Segeberg)